# Novi Vinodolski
Novi Vinodolski [ˈnɔːʋi ˈʋinɔdɔl.ski] (Novi del Vinodol oder Novi in Valdivino auf Italienisch) ist eine Stadt an der kroatischen Adriaküste, unweit von Rijeka und Crikvenica.
Aufgrund des Weinbaus rund um die Stadt erhielt Vinodolski ihren Namen (Vinodol = Weintal). Der Volkszählung von 2021 zufolge beträgt die Einwohnerzahl von Novi Vinodolski 4328 Einwohner.
Die Ortschaft hat eine sehr reichhaltige Geschichte aufzuweisen. Unter anderem war Novi Vinodolski Sitz der Herzöge von Bribir, damals noch ein Nachbarort von Novi Vinodolski, und auch das berühmte kroatische Adelsgeschlecht der Frankopanen (ung. Frangépan) siedelte sich hier an. Ein berühmtes Dokument ist der Vinodolski zakonik, das Gesetzbuch von Vinodol.
Die Tourismusbranche beherrscht die Wirtschaft. Hotels, Zeltlager, Bungalows, Appartements, Zimmer in Privathäusern und Nebenwohnungen können 10.000 Touristen unterbringen. Die Stadt bietet Freizeiteinrichtungen und Sportanlagen an. Das Vinodoltal ist berühmt für Weinherstellung. Die im Gebiet hergestellten Weine ähneln denen von der benachbarten Insel Krk, Žlahtina ist die Hauptsorte. Zusätzlich wird Cabernet Sauvignon und Chardonnay produziert. Seit den 1990er Jahren wurde die Weinherstellung wesentlich gefördert.
Der Stadthafen enthält einen Bootssteg.

## Geografie
Die Stadt von Novi Vinodolski liegt an dem nördlichen Kroatischen Küstenland, an der Vinodol Riviera des Adriatischen Sees.

## Galerie

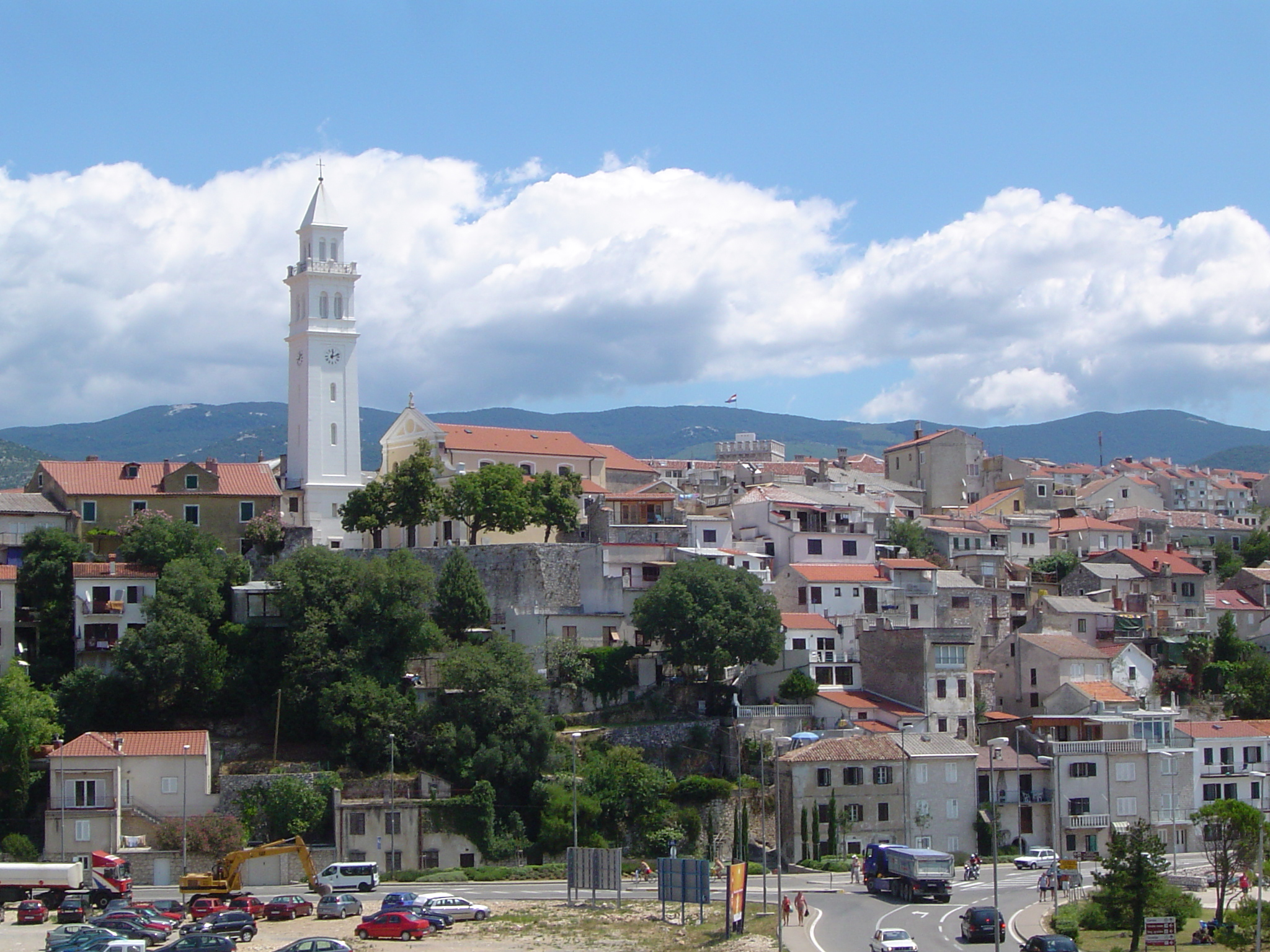
Zentrum mit Domkirche des heiligen Philipp und Jakob
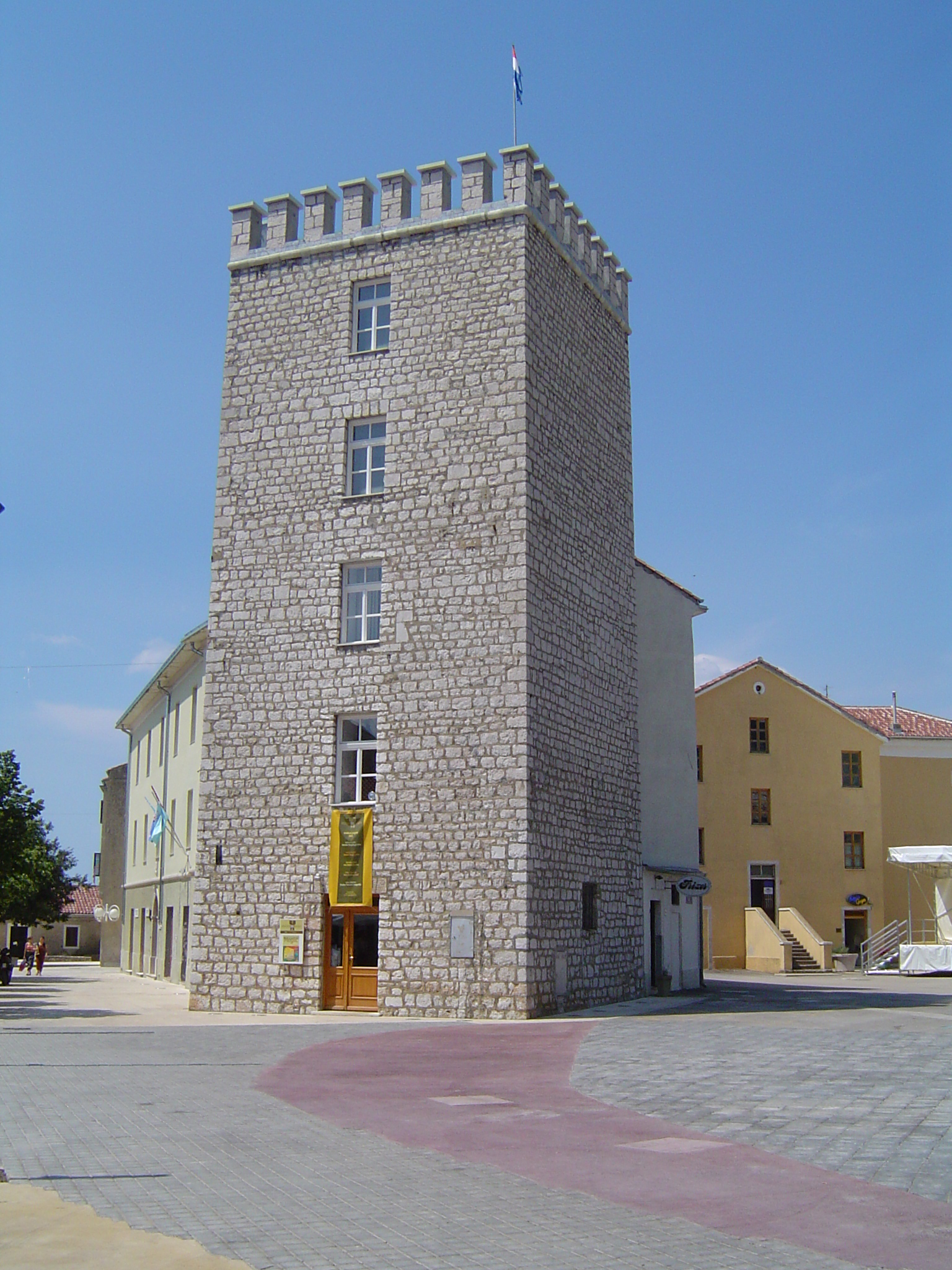
Zentrum – Kastell Frankopan
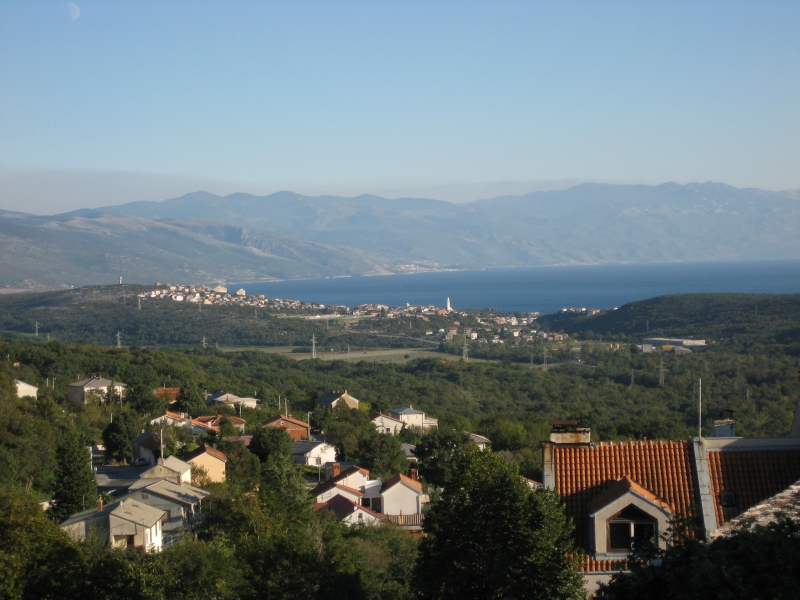
Blick auf Novi Vinodolski
Novi Vinodolski von der kleinen Insel Sveti Marin aus gesehen
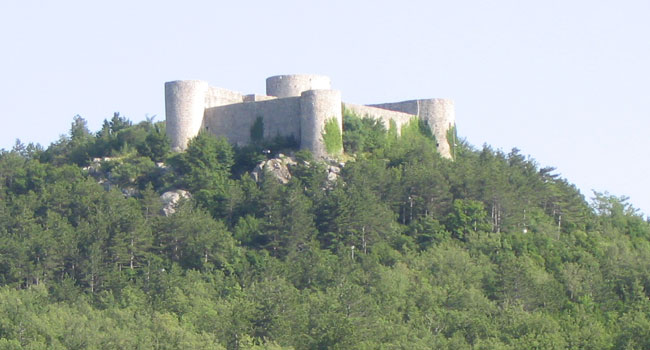
Burgruine Drvenik

## Persönlichkeiten
- Ivan Mažuranić (1814–1890), Schriftsteller und Politiker
- Dragutin Pavličević (* 1932), Historiker

## Verkehr
Ab 1912 gab es Projekte, die Stadt durch die Bahnstrecke Fiume–Cirkvenica–Novi an das Schienennetz anzuschließen. Diese Bahnstrecke wurde niemals gebaut.